# Großenstein
Großenstein – miejscowość i gmina w Niemczech, w kraju związkowym Turyngia, w powiecie Greiz, siedziba wspólnoty administracyjnej Am Brahmetal